# (8004) 1987 RX
(8004) 1987 RX là một tiểu hành tinh vành đai chính. Nó được phát hiện bởi Henri Debehogne ở Đài thiên văn La Silla ở Chile ngày 12 tháng 9 năm 1987.